# 夸德里
夸德里（義大利語：Quadri），是意大利基耶蒂省的一个市镇。总面积7.41平方公里，人口887人，人口密度119.7人/平方公里（2009年）。ISTAT代码为069070。